# 福島県の市町村歌一覧
福島県の市町村歌一覧（ふくしまけんのしちょうそんかいちらん）は、日本の福島県に属する市町村で制定されている、もしくは過去に制定されていた市町村歌などの自治体歌やそれに準じた楽曲の一覧である。なお、一覧の順序は全国地方公共団体コード順による。

## 概説
福島市や郡山市では戦前に制定された市歌が現在も存続している。その他の市でも制定率は比較的高く、平成の大合併後も新市歌の制定が相次いでおり2023年（令和5年）に田村市が市歌を制定したことで県下の13市全てが自治体歌を有することになった。
町村部では浜通りにおいて制定率が高く、特に2011年（平成23年）の福島第一原子力発電所事故発生で警戒区域に指定された自治体の外へ避難した住民が望郷の念を込めて町村歌を斉唱する光景がニュースで取り上げられることが多くなっている。

## 市部
福島市
- 福島市歌[2] - 1936年（昭和11年）11月22日制定

作詞：北原白秋 作曲：山田耕筰
福島民報社・福島市連合青年団選定。歌詞・旋律とも著作権の保護期間を満了（パブリックドメイン）。
会津若松市
- 会津若松市民のうた[3] - 1953年（昭和28年）11月3日制定

作詞：菅野陸郎 作曲：大島義一
1955年（昭和30年）に市名を「若松市」から「会津若松市」へ変更した際に歌詞の一部を改訂。
- AIZU その名の情熱[3] - 2002年（平成14年）発表

作詞：石原信一 作曲：南こうせつ 編曲：徳武弘文
第5回全回SLサミット開催を記念して製作された市イメージソング。会津若松駅の発車メロディに使用されている。
郡山市
- 郡山市歌[4] - 1931年（昭和6年）制定

作詞：土井晩翠 作曲：橋本國彦
歌詞・旋律とも著作権の保護期間を満了（パブリックドメイン）。
- 郡山市民の歌[5] - 1954年（昭和29年）制定

作詞:内海久二　作曲:古関裕而
市制30周年を記念し制定。公式な式典で歌われたり、防災無線のチャイムに使われたりと市民にとっては郡山市歌よりもこちらのほうが認知度が高い。
いわき市
- いわき市歌[6] - 1967年（昭和42年）10月1日制定

作詞：乗田まさみ 補作：草野心平 作曲：小林研一郎 編曲：渡辺浦人
合併1周年記念。
白河市
- このまちがすき[7] - 2010年（平成22年）制定

作詞：飯泉雅之 作曲：青島広志
新設合併5周年記念。2代目（新設合併後は初代）の市歌である。
須賀川市
- 須賀川市歌[8] - 1954年（昭和29年）制定

作詞：菅野陸郎 補作：勝承夫 作曲：平井康三郎
市制施行記念。
喜多方市
- 喜多方市民の歌[9] - 2016年（平成28年）11月2日制定

作詞：朝倉修 補作：市民の歌制定委員会 作曲：堀内孝雄
新設合併10周年記念。2代目の市歌である。
相馬市
- 相馬市民の歌[10] - 1967年（昭和42年）4月6日制定

作詞：荒明 補作：相馬市民の歌審査特別委員会 作曲：古関裕而
二本松市
- 二本松市民の歌[11] - 2013年（平成25年）3月23日制定

作詞：朝倉修 補作・作曲：湯浅譲二
2代目（新設合併後としては初代）の市歌である。
田村市
- 田村市市民の歌 〜田村のうた〜[12] - 2023年（令和5年）1月29日制定

作詞：和合亮一、田村市市民の歌制作実行委員会 作曲：青木真一
市制15周年記念。
南相馬市
- 南相馬市民の歌[13] - 2011年（平成23年）1月27日制定

作詞：佐藤邦雄 補作：市民歌制定委員会 作曲：大島ミチル
合併5周年記念。
伊達市
- 伊達市歌[14] - 2016年（平成28年）6月5日制定

作詞：和合亮一 作曲：伊藤康英
合併10周年記念。
本宮市
- みずいろのまち[15] - 2014年（平成26年）11月22日制定[16]

作詞：石原一輝 補作：本宮市市民憲章及び市民の歌検討委員会 作曲：YUKIYOSHI
当初は佐村河内守に作曲を依頼していたが、ゴーストライター騒動を理由に依頼が取り下げられた影響で発表が延期されていた。

## 町村部
伊達郡桑折町
- 桑折花見音頭

伊達郡国見町
- 国見音頭

伊達郡川俣町
- 川俣町民の歌[18]

作詞：佐藤良たけ 作曲：古関裕而
安積郡大玉村
- 大玉村民の歌

岩瀬郡鏡石町
- 牧場の朝 - 1932年（昭和7年）発表

作詞：杉村楚人冠 作曲：船橋栄吉
元は『新訂尋常小学唱歌』第四集掲載の唱歌で、詞・曲とも著作権の保護期間を満了（パブリックドメイン）。町内の岩瀬牧場が歌のモデルとされた経緯から「町のシンボルソング」として扱われている。
岩瀬郡天栄村
- 伸びゆく天栄

南会津郡下郷町
- 飛躍の明日へ[20] - 1980年（昭和55年）4月29日制定

作詞：小林金次郎 作曲：星和男
曲は「福島県県民の歌」の作曲者が手掛けている。
南会津郡檜枝岐村
- 檜枝岐音頭 - 1977年（昭和52年）発表

南会津郡只見町
- （不明）

南会津郡南会津町
- 南会津町民の歌 -春夏秋冬- - 2016年（平成28年）3月20日制定[21]

作詞：平野恵美子 作曲：松井孝夫
合併10周年記念。
耶麻郡北塩原村
- 僕の誇り

作詞・作曲：普天間かおり
村イメージソング。
耶麻郡西会津町
- （不明）

耶麻郡磐梯町
- （不明）

耶麻郡猪苗代町
- （不明）

河沼郡会津坂下町
- 会津坂下町民歌

作詞：堀　新三郎 補作：たなかゆきを 作曲：渡部実
作曲者の「渡部実」は春日八郎の本名であり、歌唱も本人が行っている。
河沼郡湯川村
- 湯川村民歌 - 1987年（昭和62年）11月制定

河沼郡柳津町
- （不明）

大沼郡三島町
- 三島音頭

大沼郡金山町
- 金山町民の歌[23] - 1985年（昭和60年）3月30日制定

大沼郡昭和村
- 昭和村民の歌

大沼郡会津美里町
- 会津美里町町民の歌 〜美しきふる里〜[24] - 2017年（平成29年）4月1日制定

作詞・作曲：青木真一 補作詞：会津美里町を愛するみなさん
合併10周年記念。
西白河郡西郷村
- （未制定）

西白河郡泉崎村
- わが泉崎

作詞：星野哲郎 作曲：吉田正
西白河郡中島村
- （不明）

伝統芸能として「ヨカッペ音頭」があり、小室哲哉が祖父の出身地である縁から村に寄贈した「カラクリ・ヨカッペ時計」が童里夢公園なかじまに設置されている。
西白河郡矢吹町
- 矢吹町民の歌

東白川郡棚倉町
- 棚倉バサラ音頭 - 1991年（平成3年）11月発表

東白川郡矢祭町
- （不明）

東白川郡塙町
- （未制定）

東白川郡鮫川村
- 鮫川村民の歌[26]

作詞：石田卯子八 作曲：岡部富士夫
石川郡石川町
- 石川町民の歌[27] - 1974年（昭和49年）9月25日制定

作詞：岡部俊夫 作曲：岡部富士夫
石川郡玉川村
- （不明）

石川郡平田村
- わが平田[28]

作詞：牧口高義 作曲：岡部富士夫
石川郡浅川町
- 浅川音頭

石川郡古殿町
- 古殿町民の歌[29] - 1971年（昭和46年）3月20日制定

田村郡三春町
- 三春町民歌 栄えよ三春[30]

作詞：遠藤年一 作曲：郡司好男
田村郡小野町
- 小野町町民の歌

双葉郡広野町
- 広野賛歌[31] - 1992年（平成4年）4月1日制定

作詞：牧水元喜 作曲：岡部富士夫
双葉郡楢葉町
- ふる里からの手紙 -楢葉より- - 2013年（平成25年）発表

作詞・作曲：梅原司平
2011年の東日本大震災と福島第一原発事故により大多数の町民が避難を余儀なくされる状況の中、町の要請で制作・寄贈された。
双葉郡富岡町
- 富岡わがまち[33] - 1986年（昭和61年）3月1日制定

作詞：森菊蔵 作曲・編曲：前田俊明
福島第一原発事故の後、2番の歌詞に原子力を礼賛する趣旨が含まれているため抵抗が生じている。
双葉郡川内村
- さわやか健やか川内の里[34] - 1995年（平成7年）6月27日制定

作詞：丘灯至夫 作曲：小林亜星
双葉郡大熊町
- 思い直して

作詞・作曲：中村泰士
町イメージソング。
双葉郡双葉町
- 未来みつめて[35] - 1988年（昭和63年）5月1日制定

作詞：武内敏子 作曲：山岡賢舟
双葉郡浪江町
- 浪江町の歌[36]

作詞：門馬豊八
1918年（大正7年）には既に町歌が制定されていたが、楽譜は不明である。
双葉郡葛尾村
- （不明）

相馬郡新地町
- この町を愛してわれら[37] - 1971年（昭和46年）11月1日制定

作詞：帯刀征夫 作曲：荒義剛
相馬郡飯舘村
- 夢大らかに[38]

作詞：小林金次郎 作曲：石川清

## 廃止された市町村歌
平市
- 平市歌 - 1956年（昭和31年）4月発表

作詞：北郷雪夫、作曲：八木伝
いわき市への合併自治体では唯一市歌があったが、その合併により廃止。2020年の報道では歌詞のみが現存するとされており、有志団体が復活に注力するとの情報がある。
白河市
- 白河市民歌（旧） - 1956年（昭和31年）4月1日制定[40]

初代（新設合併前の旧白河市）の市歌である。
喜多方市
- 喜多方市民の歌（旧） - 1968年（昭和43年）11月21日制定[41]

作詞：関河惇 補作：市歌制定審議会 作曲：佐藤広市
新設合併前の（旧）喜多方市の市歌である。
二本松市
- 二本松市民の歌（旧） - 1965年（昭和40年）4月制定[42]

作詞：丘灯至夫 補作・作曲：戸塚三博
初代（新設合併前の旧二本松市）の市歌である。
原町市
- 原町市民歌

作詞：岡本孝太郎 作曲：天野秀延
滝根町
- 夢きらめいて - 2000年（平成12年）10月制定[43][44]

作詞：北里友紀生 作曲：野澤孝 編曲:solfa 歌：井上あずみ
田村市に合併される前の旧滝根町で町制60周年を記念して作られた滝根町イメージソングである。合併後も2013年の防災無線デジタル化まで旧滝根町域の防災無線で流れていた。